# Pláka Dílesi
Pláka Dílesi är en ort i Grekland.   Den ligger i prefekturen Nomós Voiotías och regionen Grekiska fastlandet, i den sydöstra delen av landet, 40 km norr om huvudstaden Aten. Pláka Dílesi ligger 44 meter över havet och antalet invånare är 2 696.
Terrängen runt Pláka Dílesi är lite kuperad. Havet är nära Pláka Dílesi åt nordost. Runt Pláka Dílesi är det ganska tätbefolkat, med 144 invånare per kvadratkilometer. Närmaste större samhälle är Chalkída, 13,3 km norr om Pláka Dílesi. Trakten runt Pláka Dílesi består till största delen av jordbruksmark.